# آنری آبادی
آنری آبادی (فرانسوی: Henri Abadie‎؛ زادهٔ ۱۳ فوریهٔ ۱۹۶۳) دوچرخه‌سوار اهل فرانسه است.